# Tulio Díaz
Tulio Díaz Babier (* 1. Juni 1960) ist ein ehemaliger kubanischer Florettfechter.

## Erfolge
Tulio Díaz wurde 1986 in Sofia Vizeweltmeister im Einzel. Fünf Jahre darauf gewann er mit der Mannschaft in Budapest den Titel. Bei Panamerikanischen Spielen gewann er mit der Mannschaft 1983 in Caracas und 1987 in Indianapolis jeweils die Goldmedaille, im Einzel sicherte er sich 1987 Silber. Er nahm an den Olympischen Spielen 1992 in Barcelona im Mannschaftswettbewerb teil. Mit der kubanischen Equipe zog er nach zwei Vorrundensiegen und zwei weiteren Erfolgen gegen Südkorea und Polen ins Finale ein, das gegen Deutschland mit 8:8 endete. Aufgrund des besseren Trefferverhältnisses von 65:53 wurde die deutsche Mannschaft Olympiasieger, während Díaz gemeinsam mit Elvis Gregory, Guillermo Betancourt, Oscar García Pérez und Hermenegildo García die Silbermedaille gewann.